# سومر
الحضارة السومرية هي اقدم حضارة معروفة تقع جنوب بلاد الرافدين (منطقة جنوب ووسط العراق حاليا)، ظهرت خلال العصر النحاسي وأوائل العصر البرونزي بين الألفية السادسة ق.م و والألفية الخامسة ق.م، واشتهرت باختراع الكتابة. وظهر اسم سومر في بداية الألفية الثالثة ق.م. في فترة ظهور الحيثيين لكن بداية السومريين كانت في الألفية السادسة ق.م. حيث استقر شعب العبيديين بجنوب العراق وشيدوا المدن السومرية الرئيسية كأور ونيبور ولارسا ولجش وكولاب وكيش وإيسن وإريدو واداب (مدينة) ودير. واختلط العبيديون بأهل الشام والجزيرة العربية عن طريق الهجرة أو شن غارات عليهم. وبعد عام 3250 ق.م. وكانت خاصة بهم وابتكروا الكتابة على الرقم الطينية والرقيم هي مخطوطات ألواح تصنع من الطين (انظر مسمارية). وظلت الكتابة السومرية سائدة ألفي عام، حيث كانت لغة الاتصال بين دول منطقة الشرق الأوسط في وقتها.

## التسمية

لوحة الحرب والسلم السومرية

تطلق سومر على الأراضي التي أطلق عليها بعد 2000 ق.م. اسم بلاد بابل. وسهل بلاد شنعار هو أراضي ما بين النهرين، التوأمين، دجلة والفرات. وقد أطلق الإغريق على هذه الأرض اسم (ميزوبوتاميا)، وهي كلمة تعني بلاد ما بين النهرين. ويشكل أغلبها اليوم جزءاً من دولة العراق الحديثة، برغم أن الفرات يرتفع من سوريا، ودجلة في تركيا. وفيما بين الحدود التركية وجبال أرمينيا في الشمال حتى الخليج العربي في الجنوب، يمتد ما يقرب من ستمائة ميل، هي المساحة التي تمتد من أبردين إلى دوفر. وفيها بين الصحراء السورية في الغرب وجبال فارس - جبال زاجروس - في الشرق ما يقرب من مائة إلى مائة وخمسين ميلاً. في هذه المنطقة، وبالذات في الجنوب منها، تحققت الحضارة السومرية في الوجود في النصف الثاني من الألفية الرابعة ق.م.

## أصلهم
(السومريون) لا نعرف الكثير عن اصول السومريين وقد افترض العلماء الكثير من الفرضيات في شأنهم. بعض الباحثين العراقيين يعدونهم من الاقوام الذين هاجروا من شمال العراق إلى جنوبه، معترفين بأصولهم الجبلية. ولكن هذا الرأي يتنافى مع ماذكره السومريون أنفسهم عن أصلهم كما ورد في أحد الألواح الطينية السومرية ونقله الباحث العراقي أحمد سوسة (ما نقله السومريون عن أنهم تركوا موطنا في ارض جبلية يمكن الوصول إليها بحراً)، حيث إن شمال العراق ارض جبلية ولكن لايفصلها عن جنوب العراق أي بحر. وبعد هجرتهم حلوا في الجنوب عند مصبي دجلة والفرات حوالي العام 3200 ق.م، وهناك أسسوا مدناً هي ممالك مستقلة أشهرها: أور، الوركاء، اوما وغيرها. وتفصل المستنقعات بين هذه المدن، ولكنها تتصل بأقنية ممهّدة. ويرى آخرون أن السومريين من الأقوام التي هاجرت من جنوب العراق (الجزيرة العربية) لتؤسّس موطناً بديلاً لها في انحسار العصر الجليدي الأخير الذي بدأ فيه تصحّر الجزيرة العربية بينما كانت مستنقعات الرافدين تجفّ لتتحول إلى أرض صالحة للاستيطان والاستزراع، ويذهب أحد أهم المدافعين عن هذا الرأي وهو عبد المنعم المحجوب في كتابه ما قبل اللغة إلى أن الأقوام التي هاجرت من الجزيرة العربية إلى الرافدين، تزامن ترحالها مع الأقوام التي هاجرت من الصحراء الكبرى إلى وادي النيل، وأن هذه الأقوام تشكّل الطرف الشرقي والغربي للحوض الأفروآسيوي الذي كان يتحدّث لغة واحدة هي السومرية بلهجات متعدّدة. وهذا الرأي -إن صح- فهو يعني ان السومريين أقوام سامية تعتبر من أسلاف العرب الحاليين.
خلال القرون التي تلت الهجرة السومرية نمت الدولة وتطورت في الفنون والعمارة والعلوم. تتحدث النصوص السومرية عن المدن التي حكمت في الجنوب وان المصدر المهم لدراسة الحقبة السومرية هو قائمة من الملوك السومريين. وتتحدث القائمة عن الدويلات السومرية وكأنها متعاقبة زمنيا لكن الواقع التاريخي يشير إلى انها تعاقبت جزئيا أو كليا فعلى سبيل المثال نعرف ان حاكم الوركاء گلگامش كان معاصرا لحاكم كيش المدعو اككا (Agga). أول سلالة سومرية حاكمة كما يقول الإثبات السومري هي مدينة كيش التي يورد لها 23 ملكا نصفهم اسماءهم سامية (جزرية)، وأبرز حكامهم هو إيتانا، والذي نمتلك عنه أسطورة تتحدث عن صعوده على ظهر نسر إلى السماء. أعقبتها سلالة الوركاء بدلالة الإثبات رغم أن اخر ملوك كيش المدعو اككا كان معاصرا لخامس حكام الوركاء گلگامش. وترتبط بالأخير عدد من الملاحم السومرية التي تمكن العلماء من التعرف على ستة منها، وفي العصر البابلي القديم تم صهر هذه الملاحم مع اضافات اكدية لتظهر ملحمة گلگامش الشهيرة.
وقبل القرن 25 ق.م. قامت الإمبراطورية السومرية بقيادة لوجلالمند وبمدينة أداب (2525 ق.م – 2500 ق.م). وكانت تمتد من جبال طوروس حتى جبال زاجروس ومن الخليج العربي وحتى البحر الأبيض المتوسط. وعاشت سومر فترة اضطرابات داخلية حتى القرن 23 ق.م.

### المدن
في القرن الرابع قبل الميلاد قسمت سومر إلى عدة مدن مستقلة ومنها:
- إريدو
- باد تيبيرا
- لارسا
- سيبار
- شوروباك

ومن المدن الرئيسية في البلاد:
- كيش
- الوركاء
- أور
- اوما
- لجش
- أداب
- بورسيبا
- دير
- احادة
- نفر
- عيلام
- براخشي
- إيسن

### صحيفة الملك:
وهي من إحدى أكثر الآثار العالمية غرابة، وهي عبارة عن صحيفة حجرية منقوش عليها أخبار الأرض على مدى 400 ألف سنة سبقت السومريين، هذه الصحيفة تذكر بالصحف المحفوظة في خزائن الملك والتي لا يصل إليها يد التحريف والمعلومات التي فيها تشير إلى أن السومريين كانوا يقسمون التاريخ إلى قسمين، ما قبل الطوفان وما بعد الطوفان.
تقول الصحيفة ان الالهة الأولى «من السماء إلى الأرض جاءوا» An unna ki وهم ثلاثة ترسمهم اللوحات الجدارية مع مركبات مجنحة. هؤلاء الثلاثة يطلق عليهم أسماء:
نفليم، إلوهيم، والغريب إن أسم إلوهيم نفسهُ ذكر في التوراة اليهودية.
والآلهة الثلاثة أعلاه هم أبناء إله واحد وتتوجه إليه الموشحات الدينية بصيغة توحيدية. إن الإله الأصلي لدى السومريين كان يسكن أحد الكواكب، وبالذات كوكب نيبرو، ومنه جاءت أبناء الالهة إلى الأرض. (في الحضارات اللاحقة أصبح اسم هذا الكوكب مردوخ، على اسم الإله الأعظم).
وحسب القصة السومرية، كانت السنة الواحدة على كوكب نيبيرو تعادل 3600 سنة. وكان يطلق عليها وحدة «سار». عندما وصلت الآلهة الأولى إلى الأرض كان عمرها 120 سار، مما يعني ان عمرها 432 الف سنة بالزمن الأرضي.
في جداول دونتها ملوك عصر فجر السلالات السومرية (عصر فجر السلالات من 2850 وحتى 2400 ق.م) جاء أسماء الملوك ومدة حكم كل منهم ومآثرهم. ثمانية ملوك سومريين حكموا سومر مايقرب ربع مليون سنة، أي ان متوسط حكم كل واحد منهم يزيد عن 30 ألف سنة. واللوحات الطينية تحدثنا ان عمر الإنسان قبل الطوفان كان يصل إلى أكثر من ألف سنة في حين إن عمره بعد الطوفان أصبح لايتجاوز المائة عام. وهو ما يتطابق مع ما ذكر بالتوراة (انظر سفر التكوين، الإصحاح الخامس).

## الأكديون
وحتى إجتاحها الملك السامي سرجون الأول (Sargon) (2335) وهو في الأكدية Sharru-kinum ق.م. –2279 ق.م.) ومعنى اسمه الملك الثابت أو الصادق وأسس عاصمة جديدة سماها آجادة Agade بأقصى شمال بلاد سومر. واندمج الغزاة وأهل شمال بلاد سومر وانصهروا مكونين شعب أكديون. وأصبح يطلق عليها بلاد سومر وأكد. واستمر الحكم الأكدي حوالي قرناً. وكان عهد الأكديين قد استغرق قرناً. أثناء حكم حفيد سرجون الملك نارام سين ومعنى اسمه محبوب الإله سين (2279 ق.م. –2218 ق.م.) ولقد نزح الجوتيون من جبال زاجروس واستولوا على مدينة آكد وبقية مدن سومر. لكن السومريين بعد عدة أجيال طردوهم. وحصلت سومر على استقلالها على يد ملك مدينة الوركاء أوتو حيكال ومعنى اسمه الاله اوتو - جالِب الخير (حكم من 2120 ق.م.- 2112 ق.م.). وأعقبه أحد قادته أور نمو بالعهد الثالث بمدينة أور. وخلفه إبنه شولجي (2095 ق.م.-2047 ق.م.). وكان قائدا عسكريا ومصلحا اجتماعيا كأبيه وأديبا. ووضع قانونا قبل قانون حمورابي بثلاثة قرون، وفتح المدارس والجامعات.
وفي بداية الألفية الثالثة ق.م. جاء العيلاميون من جنوب شرق بلاد سومر وأكاد. واستولوا على أهم مدنها، كإيزين وسيركا وأور واسروا حاكمها وسيطروا بشكل كامل مكونين حضارة امتدت حتى جاء حمورابي ملك بابل وتغلب على العيلاميين عام 1763 ق.م. وأصبح الحاكم الوحيد لبلاد سومر وأكاد بعدما ضمهما لبابل لتظهر الحضارة البابلية. والحضارة السومرية التي خلفت آلاف الألواح المسمارية باللغة الأكادية. ومنذ أوائل الألف الخامس ق.م. شهد ما بين النهرين السهل الرسوبي في العراق (دلتا الرافدين) الانتقال من القرى الزراعية إلى حياة المدن. ففي هذا السهل قامت المدن الأولى مثل أريدو وأور والوركاء(وركا). وفي هذه المدن كانت بدايات التخطيط للسيطرة على الفيضانات، وإنشاء السدود وحفر القنوات والجداول. وفي هذا السهل كانت فيه شبكة القنوات معجزة من معجزات الري. وفي حدود سنة 3200 ق. م. ابتكر السومريون الكتابة ونشروها في عدة بلدان شرق اوسطية.

## أشهر الملوك السومريون
تعد قائمة الملوك السومريون من الألواح الأكثر اهمية ومنفعة في تاريخ بلاد سومر رغم أن سنين الحكم فيها مبالغ فيه في أوائل الملوك
عدد سنين الحكم في المسلة ولقد ذكرناه التزاما بالنص واليكم نصها:
بعد أن هبطت الملكية من السماء
أصبحت إريدو مقر الملكية في اريدو حكم (الوليم)28800 سنة وحكم (لجار)36000 سنة - ملكان حكما 64800 سنة ثم هجرت إريدو ونقلت ملكيتها إلى باد تيبيرا
في باد تيبيرا حكم (اينمثلوانا) 43200سنة وحكم (اينمنجالانا) 28800 سنة وحكم (دوموزي) الراعي 36000-ثلاثة ملوك حكموا108000 سنة ثم هجرت باد تيبيرا ونقلت ملكيتها إلى لاراك في لاراك حكم (اينسيبازي انا) 28800 سنة -ملك واحد حكم 28800 سنة وهجرت لاراك ونقلت ملكيتها إلى سيبار
في سيبار حكم اينميدورانا 21000 سنة كملك -ملك واحد حكم 21000 سنة ثم هجرت سيبار ونقلت ملكيتها إلى شوروباك
في شوروباك حكم اوبارتوتو 18600سنة كملك - ملك واحد حكم 18600سنة (المجموع) 5 مدن 8 ملوك حكمو 241200 سنة
ثم اغرق الطوفان البلاد وبعد أن اغرق الطوفان البلاد وهبطت الملكية من السماء مرة ثانية
أصبحت كيش مقر الملكية في كيش حكم جا اور 1200سنة كملك وحكم (جولا-نيداباناياد)960 سنة وحكم بالا كيناتيم 900سنة وحكم نانجيشليشما 1000 سنة وحكم
باحينا

## نهاية السومريين
يعتقد المؤرخ ديلا بورت أن السومريين قد تلاشوا في كفاحهم ضد العيلاميين وقد أحرقت مدنهم واختفت لغتهم ثم أصبحت مدنهم جزءا من أكد. كما قال الباحثان دياكوف وكوفاليف في كتابهما الحضارات القديمة بما نصه (العموريين والعيلاميين قضوا على السومريين نهائيا). والعموريين هم قبائل سامية نزحت من الجزيرة العربية وهم أسسوا الحضارة البابلية في عصرها القديم أي عصر حمورابي، بينما العيلاميين هم أقوام تسكن عربستان (غرب إيران حالياً).

## الثقافة السومرية
- لقد ترك السومريون بعض القطع الأدبية التي ترجمها الباحثون منها ملحمة جلجامش وهي أول عمل أدبي تجاوز بيئته آنذاك وانتشر في أنحاء العالم وتُرجم لأكثر من لغة.
- ترك السومريون عدة أعمال مثل مرثاة أور، وقد أُلفت هذه المرثاة بعد سقوط مدينة أور بيد العيلاميين وهناك مراثٍ أخرى مثل مرثاة سومر، ومرثاة نيبور ومرثاة إريدو رثاء الوركاء.
- من بين الاساطير هنالك أسطورة الخلق السومرية وقد أُكتشفت في نيبور. وأسطورتا إينمركر وقصّتا لوغال باندا.
- هناك بعض الحكم السومرية المتداولة مثل:

1. المال مثل الطير لا يعرف موطناً ثابتاً.
2. شعب بدون ملك، ماشية بدون راعٍ.

- ظهرت الكتابة في سومر منذ حوالي 3200 سنة قبل الميلاد وهي بذلك تعتبر أقدم طريقة كتابة عرفها التاريخ بعد الكتابة التصويرية وقد عُرفت بالكتابة المسمارية لأنها كانت تُكتب على ألواح طينية بآلة حادة لتعطي رسوما تُشبه المسمار. وقد نقلوا من خلالها الكثير من العلوم.